# Russisch-Turkse Oorlog (1877-1878)
De tiende Russisch-Turkse Oorlog of Russisch-Ottomaanse Oorlog woedde van 1877 tot 1878. In de Roemeense geschiedschrijving wordt de oorlog ook wel de Roemeense Onafhankelijkheidsoorlog genoemd, omdat na de oorlog Vorstendom Roemenië, dat vocht aan de Russische zijde, zijn onafhankelijkheid verkreeg van het Ottomaanse Rijk.

## Geschiedenis
In 1877 nam het keizerrijk Rusland grote delen van het Ottomaanse Rijk in haar bezit en deelde deze uit onder de Slavische landen in de Balkan. Rusland droomde van de Bosporus en de Slaven maakten zich klaar om de Turkse leiders aan te vallen.
Op 16 april 1877 tekenden Roemenië en Rusland een verdrag te Boekarest, waarin stond dat Russische troepen de toestemming hadden om te marcheren door Roemeens grondgebied, onder voorwaarde dat Rusland de integriteit van Roemenië respecteerde. De mobilisatie begon en ongeveer 120.000 soldaten werden massaal naar het zuiden van het land gestuurd ter beveiliging en verdediging tegen een eventuele aanval van de Ottomaanse troepen ten zuiden van de Donau. Op 24 april 1877 verklaarde Rusland de oorlog aan het Ottomaanse Rijk en viel Roemenië binnen over de net gebouwde Eiffelbrug. Ongeveer een miljoen Turken zijn toen gevlucht naar Turkije.
Groot-Brittannië voelde zich genoopt de opmars van de Russen te stuiten, omdat daardoor de Britse machtspositie in de Middellandse Zee bedreigd werd, die door de aanleg van het Suezkanaal van groot belang was geworden voor het Britse koloniale rijk.
De Vrede van San Stefano maakte in 1878 een voorlopig eind aan het conflict tussen Rusland en Turkije.

## Vrede
De Vrede van San Stefano was zeer in het nadeel van de Turken en de volledige onafhankelijkheid van Roemenië, het vorstendom Servië en het vorstendom Montenegro werd vastgelegd. Dobroedzja en Bessarabië kwamen aan Rusland en tussen de Donau en de Egeïsche Zee kwam Vorstendom Bulgarije te liggen, dat een Ottomaanse vazalstaat moest worden, maar de eerste twee jaar nog militair door Rusland zou worden bezet.
De andere grote mogendheden waren verbijsterd door de toegenomen macht van Rusland en een algemene Europese oorlog dreigde. Vooral dankzij de bemiddeling van Bismarck, die zich zelf in de rol van "eerlijke makelaar" zag, werden de geschillen bijgelegd op het Congres van Berlijn.
Bij dat Congres van Berlijn werd Cyprus toegewezen aan Groot-Brittannië en Tunesië aan Frankrijk. Turkije kreeg krachtens de besluiten van dat congres een deel van het bij de Vrede van San Stefano verloren gebied terug en de Russische beschermeling, de vorst van Bulgarije, moest daarom flink wat gebied opgeven.
Russisch-Turkse Oorlog (1569-1570) · Russisch-Turkse Oorlog (1676-1681) · Russisch-Turkse Oorlog (1686-1700) · Russisch-Turkse Oorlog (1710-1711) · Russisch-Turkse Oorlog (1735-1739) · Russisch-Turkse Oorlog (1768-1774) · Russisch-Turkse Oorlog (1787-1792) · Russisch-Turkse Oorlog (1806-1812) · Griekse Onafhankelijkheidsoorlog (1821-1831) · Russisch-Turkse Oorlog (1828-1829) · Krimoorlog (1853-1856) · Russisch-Turkse Oorlog (1877-1878) · Kaukasusveldtocht (1914-1918)